# Rhagodolus mirandus
Rhagodolus mirandus är en spindeldjursart som beskrevs av Roewer 1933. Rhagodolus mirandus ingår i släktet Rhagodolus och familjen Rhagodidae. Inga underarter finns listade i Catalogue of Life.